# Parallonothrus brasiliensis
Parallonothrus brasiliensis är en kvalsterart som beskrevs av Badejo, Woas och Beck 2002. Parallonothrus brasiliensis ingår i släktet Parallonothrus och familjen Trhypochthoniidae. Inga underarter finns listade i Catalogue of Life.